# Volbeats diskografi
Volbeats diskografi omfatter ni studiealbums, tre livealbums, fire videoalbums, 38 singler og 31 musikvideoer.
Volbeat blev grundlagt i København i 2001 af det tidligere Dominus-medlem Michael Poulsen. Bandet bestod derudover af guitarist Teddy Vang, bassist Anders Kjølholm og trommeslager Jon Larsen. Volbeat indspillede deres selvbetitlede demo i 2002, der blev fulgt op af deres anden demo kaldet Beat the Meat – Franz Gottschalk erstattede Teddy Vang inden den blev indspillet. Bandet skrev herefter kontrakt med Rebel Monster Records, der er et underlabel af Mascot Records. The Strength/The Sound/The Songs blev udgivet som Volbeats debutalbum i september 2005 og nåede #18 på Tracklisten i Danmark. Deres andet album, Rock the Rebel/Metal the Devil, blev indspillet i efteråret 2006. Efter albummet var færdigindspillet blev Gottschalk nødt til at forlade bandet, og han blev erstattet af Thomas Bredahl. Rock the Rebel/Metal the Devil blev udgivet i februar 2007 og toppede den danske singlehitliste. Deres tredje studiealbum, Guitar Gangsters & Cadillac Blood, blev udgivet d. 29. august 2008 og debuterede som #1 i både Danmark og Finland. Volbeats længe ventede fjerde album, Beyond Hell/Above Heaven, blev udgivet i september 2010 og debuterede endnu engang som #1 i Danmark og Finland, samt i Sverige, og blev deres første album, der nåede Billboard 200 i USA. Albummets førstesingle, "Fallen", nåede top 20 i Danmark, Finland og Sverige. Bredahl forlod bandet i 2011, hvorefter gruppen brugte Hank Shermann som tour-medlem men uden at indspille nyt materiale med ham. Rob Caggiano blev fast lead guitarist i begyndelsen af 2013, og han medvirkede på bandets femte album, Outlaw Gentlemen & Shady Ladies. Det udkom 5. april 2013 og toppede hitlisterne i Østrig, Canada, Danmark, Tyskland, Norge, Schweiz og USA. Gruppens sjette album, Seal the Deal & Let's Boogie, udkom 3. juni 2016. Albummet nåede #1 i adskillige lande og solgte guld i både Danmark og Østrig. Rewind, Replay, Rebound udkom 2. august 2019 og nåede førstepladsen på i Belgien, Schweiz, Tyskland og Østrig, mens det nåede andenpladsen i Danmark. Herefter fulgte Servant of the Mind d. 3. december 2021, der toppede hitlisterne i Danmark, Schweiz og Tyskland.
Den 6. juni 2025 udkom gruppens niende studiealbum God of Angels Trust, der nåede førestepladsen af hitlisterne i Belgien, Holland, Schweiz, Tyskland og Østrig.

## Albums

### Studiealbummer
| The Strength/The Sound/The Songs  | - Udgivet: 26. september 2005 (DEN) - Pladeselskab: Rebel Monster, Mascot - Formater: CD, LP, digital download   | 18 | 55 | —  | 33 | —  | —  | —  | 49 | —  | —   | - IFPI DEN: Guld                                                                                            |
| Rock the Rebel/Metal the Devil    | - Udgivet: 23. februar 2007 (GER) - Pladeselskab: Mascot - Formater: CD, LP, digital download                    | 1  | 54 | —  | 14 | 76 | —  | —  | 41 | —  | —   | - IFPI DEN: Platin                                                                                          |
| Guitar Gangsters & Cadillac Blood | - Udgivet: 29. august 2008 (DEN) - Pladeselskab: Mascot - Formater: CD, LP, digital download                     | 1  | 26 | 60 | 1  | 15 | 29 | 28 | 41 | 30 | —   | - IFPI DEN: Platin - BVMI: Guld - IFPI FIN: Guld - IFPI SWE: Guld                                           |
| Beyond Hell/Above Heaven          | - Udgivet: 10. september 2010 (DEN) - Pladeselskab: Universal Republic - Formater: CD, LP, digital download      | 1  | 2  | 29 | 1  | 3  | 8  | 8  | 1  | 7  | 142 | - IFPI DEN: 2× Platin - BVMI: 3× Guld - IFPI AUT: Platin - IFPI FIN: Guld - IFPI SWE: Guld - RIAA USA: Guld |
| Outlaw Gentlemen & Shady Ladies   | - Udgivet: 5. april 2013 (DEN) - Pladeselskab: Vertigo, Universal, Republic - Formater: CD, LP, digital download | 1  | 1  | 10 | 2  | 1  | 4  | 1  | 4  | 1  | 9   | - IFPI DEN: 6× Platin - BVMI: Platin - IFPI AUT: Platin - IFPI SWE: Guld - IFPI NOR: Guld                   |
| Seal the Deal & Let's Boogie      | - Udgivet: 3. juni 2016 - Pladeselskab: Vertigo, Republic, Universal - Formater: CD, LP, digital download        | 1  | 1  | 1  | 1  | 1  | 3  | 2  | 1  | 1  | 4   | - IFPI DEN: 4× Platin - BVMI: Platin - IFPI AUT: Platin - IFPI SWE: Guld                                    |
| Rewind, Replay, Rebound           | - Udgivet: 2. august 2019 - Pladeselskab: Vertigo, Republic, Universal - Formater: CD, LP, digital download      | 2  | 1  | 1  | 3  | 1  | 3  | 3  | 4  | 1  | 27  | - IFPI DEN: Guld - BVMI: Guld - IFPI AUT: Platin - IFPI SWE: Guld                                           |
| Servant of the Mind               | - Udgivet: 3. december 2021 - Pladeselskab: Vertigo, Republic, Universal - Formater: LP, CD, digital download    | 1  | 1  | 8  | 4  | 1  | 5  | 10 | 6  | 2  | 91  | - IFPI DEN: Guld                                                                                            |
| God of Angels Trust               | - Udgivet: 6. juni 2025 - Pladeselskab: Vertigo, Republic, Universal - Formater: LP, CD, digital download        | 4  | 1  | 1  | 3  | 1  | 1  | 14 | 3  | 1  | 78  | |
| "—" nåede ikke hitlisterne        | |    |    |    |    |    |    |    |    |    |     | |

### Livealbummer
| Titel                                        | Albumdetaljer                                                                                   | Højeste hitlisteplacering | Højeste hitlisteplacering | Højeste hitlisteplacering | Højeste hitlisteplacering | Højeste hitlisteplacering | Højeste hitlisteplacering | Højeste hitlisteplacering |
| Titel                                        | Albumdetaljer                                                                                   | DEN                       | AUT                       | BEL (FL)                  | GER                       | NLD                       | SWE                       | SWI                       |
| -------------------------------------------- | ----------------------------------------------------------------------------------------------- | ------------------------- | ------------------------- | ------------------------- | ------------------------- | ------------------------- | ------------------------- | ------------------------- |
| Live from Beyond Hell/Above Heaven           | - Udgivet: 18. november 2011 (DEN) - Pladeselskab: Vertigo - Formater: CD, LP, digital download | 21                        | 30                        | 61                        | 10                        | 98                        | —                         | —                         |
| Let's Boogie! (Live from Telia Parken)       | - Udgivet: 14. december 2018 - Pladeselskab: Vertigo - Formater: CD, LP, digital download       | 1                         | 9                         | 44                        | 4                         | 34                        | 21                        | 28                        |
| Rewind, Replay, Rebound: Live in Deutschland | - Released: 27 November 2020 - Label: Republic - Formats: CD, LP, digital download              | —                         | —                         | —                         | —                         | —                         | —                         | —                         |
| "—" nåede ikke hitlisterne                   |                                                                                                 |                           |                           |                           |                           |                           |                           |                           |

### Videoalbummer
| Titel                                | Albumdetaljer                                                                                  | Højeste hitlisteplacering | Højeste hitlisteplacering | Højeste hitlisteplacering | Højeste hitlisteplacering | Højeste hitlisteplacering | Bemærkninger                         |
| Titel                                | Albumdetaljer                                                                                  | DEN                       | AUT                       | GER                       | SWE                       | SWI                       | Bemærkninger                         |
| ------------------------------------ | ---------------------------------------------------------------------------------------------- | ------------------------- | ------------------------- | ------------------------- | ------------------------- | ------------------------- | ------------------------------------ |
| Live in a Pool of Booze              | - Udgivet: 9. juli 2007 (UK) - Pladeselskab: Mascot - Formater: DVD                            | —                         | —                         | —                         | —                         | —                         |                                      |
| Live: Sold Out!                      | - Udgivet: 22. februar 2008 (DEN) - Pladeselskab: Mascot - Formater: DVD                       | 1                         | —                         | —                         | —                         | —                         |                                      |
| Live from Beyond Hell / Above Heaven | - Udgivet: 18. november 2011 (DEN) - Pladeselskab: Vertigo, Universal - Formater: DVD, Blu-ray | 11                        | 30                        | 1                         | —                         | —                         | * IFPI DEN: Platin *IFPI GER: Platin |
| Let’s Boogie! Live from Telia Parken | - Udgivet: 14. december 2018 (DEN) - Pladeselskab: Vertigo, Universal - Formater: DVD, Blu-ray | 1                         | 9                         | 4                         | 21                        | 28                        |                                      |
| "—" nåede ikke hitlisterne           |                                                                                                |                           |                           |                           |                           |                           |                                      |

## Singler
| Titel                                                                            | År   | Højeste hitlisteplacering | Højeste hitlisteplacering | Højeste hitlisteplacering | Højeste hitlisteplacering | Højeste hitlisteplacering | Højeste hitlisteplacering | Højeste hitlisteplacering | Højeste hitlisteplacering | Højeste hitlisteplacering | Højeste hitlisteplacering | Certificeringer               | Album                             |
| Titel                                                                            | År   | DEN                       | AUT                       | FIN                       | GER                       | NLD                       | SWE                       | US Alt.                   | US Hard Rock              | US Main. Rock             | US Rock                   | Certificeringer               | Album                             |
| -------------------------------------------------------------------------------- | ---- | ------------------------- | ------------------------- | ------------------------- | ------------------------- | ------------------------- | ------------------------- | ------------------------- | ------------------------- | ------------------------- | ------------------------- | ----------------------------- | --------------------------------- |
| "I Only Wanna Be with You"                                                       | 2004 | —                         | —                         | —                         | —                         | —                         | —                         | —                         | —                         | —                         | —                         |                               | The Strength/The Sound/The Songs  |
| "Sad Man's Tongue"                                                               | 2007 | —                         | —                         | —                         | —                         | —                         | —                         | —                         | —                         | —                         | —                         |                               | Rock the Rebel/Metal the Devil    |
| "The Garden's Tale" (featuring Johan Olsen)                                      | 2007 | 18                        | —                         | —                         | —                         | —                         | —                         | —                         | —                         | —                         | —                         | - IFPI DEN: Platin            | Rock the Rebel/Metal the Devil    |
| "Radio Girl"                                                                     | 2007 | —                         | —                         | —                         | —                         | —                         | —                         | —                         | —                         | —                         | —                         |                               | Rock the Rebel/Metal the Devil    |
| "Maybellene i Hofteholder"                                                       | 2008 | 5                         | —                         | —                         | —                         | —                         | —                         | —                         | —                         | —                         | —                         | - IFPI DEN: Guld              | Guitar Gangsters & Cadillac Blood |
| "Mary Ann's Place" (featuring Pernille Rosendahl)                                | 2008 | 35                        | —                         | —                         | —                         | —                         | —                         | —                         | —                         | —                         | —                         |                               | Guitar Gangsters & Cadillac Blood |
| "We"                                                                             | 2009 | —                         | —                         | —                         | —                         | —                         | —                         | —                         | —                         | —                         | —                         |                               | Guitar Gangsters & Cadillac Blood |
| "Fallen"                                                                         | 2010 | 13                        | 58                        | 18                        | 62                        | —                         | 16                        | —                         | —                         | 11                        | 27                        |                               | Beyond Hell/Above Heaven          |
| "Heaven Nor Hell"                                                                | 2010 | 20                        | —                         | —                         | —                         | —                         | —                         | —                         | —                         | 1                         | 30                        |                               | Beyond Hell/Above Heaven          |
| "7 Shots" (featuring Mille Petrozza og Michael Denner)                           | 2010 | —                         | —                         | —                         | —                         | —                         | —                         | —                         | —                         | —                         | —                         |                               | Beyond Hell/Above Heaven          |
| "16 Dollars"                                                                     | 2011 | —                         | —                         | —                         | —                         | —                         | —                         | —                         | —                         | —                         | —                         |                               | Beyond Hell/Above Heaven          |
| "A Warrior's Call" (featuring Mikkel Kessler)                                    | 2011 | —                         | —                         | —                         | —                         | —                         | —                         | 25                        | 4                         | 2                         | 11                        | - IFPI DEN: Guld - RIAA: Guld | Beyond Hell/Above Heaven          |
| "Still Counting"                                                                 | 2012 | —                         | —                         | —                         | —                         | —                         | —                         | —                         | 6                         | 1                         | 16                        |                               | Guitar Gangsters & Cadillac Blood |
| "Cape of Our Hero"                                                               | 2013 | 6                         | 34                        | —                         | 63                        | —                         | —                         | —                         | —                         | —                         | —                         | - IFPI DEN: Guld              | Outlaw Gentlemen & Shady Ladies   |
| "The Hangman's Body Count"                                                       | 2013 | —                         | —                         | —                         | —                         | —                         | —                         | 40                        | 6                         | 1                         | 37                        |                               | Outlaw Gentlemen & Shady Ladies   |
| "Lola Montez"                                                                    | 2013 | —                         | —                         | —                         | —                         | 84                        | —                         | —                         | 5                         | 1                         | 35                        | - IFPI DEN: Guld              | Outlaw Gentlemen & Shady Ladies   |
| "The Nameless One"                                                               | 2013 | —                         | —                         | —                         | —                         | —                         | —                         | —                         | —                         | —                         | —                         |                               | Outlaw Gentlemen & Shady Ladies   |
| "Lonesome Rider" (featuring Sarah Blackwood)                                     | 2013 | 8                         | —                         | —                         | —                         | —                         | —                         | —                         | —                         | —                         | —                         | - IFPI DEN: Guld              | Outlaw Gentlemen & Shady Ladies   |
| "Pearl Hart"                                                                     | 2013 | —                         | —                         | —                         | —                         | —                         | —                         | —                         | —                         | —                         | —                         |                               | Outlaw Gentlemen & Shady Ladies   |
| "Dead but Rising"                                                                | 2014 | —                         | —                         | —                         | —                         | —                         | —                         | —                         | —                         | 3                         | 44                        |                               | Outlaw Gentlemen & Shady Ladies   |
| "Doc Holliday"                                                                   | 2014 | —                         | —                         | —                         | —                         | —                         | —                         | —                         | —                         | 9                         | 42                        |                               | Outlaw Gentlemen & Shady Ladies   |
| "The Devil's Bleeding Crown"                                                     | 2016 | —                         | 61                        | —                         | 81                        | —                         | —                         | —                         | —                         | 1                         | —                         |                               | Seal The Deal & Let's Boogie      |
| "For Evigt" (featuring Johan Olsen)                                              | 2016 | 3                         | 62                        | 70                        | —                         | —                         | 81                        | —                         | —                         | —                         | —                         | - IFPI DEN: 6× Platin         | Seal The Deal & Let's Boogie      |
| "Seal the Deal"                                                                  | 2016 | —                         | 62                        | —                         | 78                        | —                         | —                         | —                         | —                         | 3                         | 36                        |                               | Seal The Deal & Let's Boogie      |
| "Let It Burn"                                                                    | 2016 | —                         | —                         | —                         | —                         | —                         | —                         | —                         | —                         | —                         | —                         |                               | Seal The Deal & Let's Boogie      |
| "Black Rose" (featuring Danko Jones)                                             | 2017 | —                         | —                         | —                         | —                         | —                         | —                         | —                         | —                         | 1                         | 30                        |                               | Seal The Deal & Let's Boogie      |
| "Parasite"                                                                       | 2019 | —                         | —                         | —                         | —                         | —                         | —                         | —                         | —                         | —                         | —                         |                               | Rewind, Replay, Rebound           |
| "Leviathan"                                                                      | 2019 | —                         | —                         | —                         | —                         | —                         | —                         | —                         | —                         | 37                        | 49                        |                               | Rewind, Replay, Rebound           |
| "Last Day Under The Sun"                                                         | 2019 | —                         | —                         | —                         | —                         | —                         | —                         | —                         | —                         | 5                         | 32                        |                               | Rewind, Replay, Rebound           |
| "7:24"                                                                           | 2019 | —                         | —                         | —                         | —                         | —                         | —                         | —                         | —                         | —                         | —                         |                               | Rewind, Replay, Rebound           |
| "Wait A Minute My Girl"                                                          | 2021 | —                         | —                         | —                         | —                         | —                         | 81                        | 34                        | —                         | 1                         | —                         |                               | Servant of the Mind               |
| "Dagen Før"(featuring Stine Bramsen)                                             | 2021 | —                         | —                         | —                         | —                         | —                         | —                         | —                         | —                         | —                         | —                         |                               | Servant of the Mind               |
| "Shotgun Blues"                                                                  | 2021 | —                         | —                         | —                         | —                         | —                         | —                         | —                         | —                         | 1                         | 36                        |                               | Servant of the Mind               |
| "Becoming"                                                                       | 2021 | —                         | —                         | 52                        | —                         | —                         | —                         | —                         | —                         | 21                        | —                         |                               | Servant of the Mind               |
| "Temple of Ekur"                                                                 | 2022 | —                         | —                         | —                         | —                         | —                         | —                         | —                         | —                         | 8                         | —                         |                               | Servant of the Mind               |
| "By a Monster's Hand"                                                            | 2025 | —                         | —                         | 9                         | 88                        | —                         | —                         | —                         | —                         | 1                         | —                         |                               | God of Angels Trust               |
| "In the Barn of the Goat Giving Birth to Satan’s Spawn in a Dying World of Doom" | 2025 | —                         | —                         | —                         | —                         | —                         | —                         | —                         | —                         | —                         | —                         |                               | God of Angels Trust               |
| "Time Will Heal"                                                                 | 2025 | —                         | —                         | —                         | —                         | —                         | —                         | —                         | —                         | —                         | —                         |                               | God of Angels Trust               |
| "—" nåede ikke hitlisterne                                                       |      |                           |                           |                           |                           |                           |                           |                           |                           |                           |                           |                               |                                   |

## Musikvideoer
| Titel                                                                            | År   | Instruktør                    |
| -------------------------------------------------------------------------------- | ---- | ----------------------------- |
| "I Only Wanna Be with You"                                                       | 2006 | N/A                           |
| "The Garden's Tale" (featuring Johan Olsen)                                      | 2007 | N/A                           |
| "Radio Girl"                                                                     | 2007 | N/A                           |
| "Sad Man's Tongue"                                                               | 2007 | N/A                           |
| "Maybelenne i Hofteholder"                                                       | 2008 | Claus Vedel                   |
| "Mary Ann's Place" (featuring Pernille Rosendahl)                                | 2008 | Alex Diezinger                |
| "We"                                                                             | 2009 | AVA                           |
| "Fallen"                                                                         | 2010 | Matt Wignall                  |
| "Heaven nor Hell"                                                                | 2010 | Uwe Flade                     |
| "16 Dollars"                                                                     | 2011 | Jakob Printzlau               |
| "A Warrior's Call"                                                               | 2011 | Matt Wignall                  |
| "Still Counting" (live)                                                          | 2012 | Michael Sarna                 |
| "Cape of Our Hero"                                                               | 2013 | Jakob Printzlau               |
| "Lola Montez" (live)                                                             | 2013 | Sven Offen                    |
| "The Nameless One" (live)                                                        | 2013 | Sven Offen                    |
| "Lonesome Rider" (featuring Sarah Blackwood)                                     | 2014 | Jakob Printzlau               |
| "The Devil's Bleeding Crown"                                                     | 2016 | Jakob Printzlau               |
| "Seal the Deal"                                                                  | 2016 | Martin og Magnus, Gaucho Film |
| "Black Rose"                                                                     | 2017 | Toon53 Productions            |
| "Leviathan"                                                                      | 2019 | Adam Rothlein                 |
| "Last Day Under The Sun"                                                         | 2019 | Jakob Printzlau               |
| "Cheapside Sloggers" (ft. Gary Holt)                                             | 2019 | Shan Dan Horan                |
| "Die To Live" (ft. Neil Fallon)                                                  | 2019 | Adam Rothlein                 |
| "Wait a Minute My Girl"                                                          | 2021 | Sean Donnelly                 |
| "Shotgun Blues"                                                                  | 2021 | Adam Rothlein                 |
| "Temple Of Ekur"                                                                 | 2022 | Shan Dan Horan, VisualHype    |
| "Becoming"                                                                       | 2022 | Brittany Bowman               |
| "By a Monster’s Hand"                                                            | 2025 | Adam Rothlein                 |
| "In the Barn of the Goat Giving Birth to Satan's Spawn in a Dying World of Doom" | 2025 | Shan Dan Horan                |
| "Time Will Heal"                                                                 | 2025 | Julia Patey                   |
| "Demonic Depression"                                                             | 2025 | Ben Liepelt                   |

## Fodnoter
1. ↑  "Shotgun Blues" nåede ikke den svenske Singellista Chart, men toppede som nummer tre på den svenske Heatseeker Chart.[83]
2. ↑  [85]
3. ↑  "By a Monster’s Hand" kom ikke ind på den tyske singlehitliste, men toppede som nummer 33 på Germany Airplay Chart.[86]
4. ↑  "By a Monster's Hand" nåede ikke ind på den svenske Singellista, men toppede osm nummer 14 på den svenske Heatseeker hitliste.[87]
5. ↑  "By a Monster's Hand" nåede ikke ind på Hot Rock Songs chart, men toppede som nummer 6 på Rock Airplay chart.[88]
6. ↑  "In the Barn of the Goat Giving Birth to Satan’s Spawn in a Dying World of Doom"nåede ikke nid på Hot Rock Songs chart, men toppede som nummer 18 på Billboard Hot Hard Rock Songs chart.[89]
7. ↑  "Time Will Heal" nåede ikke ind på den tyske singlehitliste, men toppede som nummer 30 på Germany Airplay Chart.[90]